# NGC 7117
NGC 7117 est une vaste galaxie lenticulaire située dans la constellation de la Grue. Sa vitesse par rapport au fond diffus cosmologique est de 5 393 ± 25 km/s, ce qui correspond à une distance de Hubble de 79,6 ± 5,6 Mpc (∼260 millions d'al). NGC 7117 a été découverte par l'astronome britannique John Herschel en 1834.
Selon la base de données Simbad, NGC 7117 est une candidate au titre de galaxie active.
À ce jour, six mesures non basées sur le décalage vers le rouge (redshift) donnent une distance de 102,417 ± 14,034 Mpc (∼334 millions d'al), ce qui est à l'extérieur des valeurs de la distance de Hubble. Notons que c'est avec la valeur moyenne des mesures indépendantes, lorsqu'elles existent, que la base de données NASA/IPAC calcule le diamètre d'une galaxie et qu'en conséquence le diamètre de NGC 7117 pourrait être d'environ 68,6 kpc (∼224 000 al) si on utilisait la distance de Hubble pour le calculer.